# Nesebăr
Nesebăr (in bulgaro Несебър?, pronuncia [nɛˈsɛbɐr]), conosciuta anticamente col nome di Mesembria (in bulgaro Μεσημβρια?) e prima ancora col nome di Menebria, è un'antica città della Bulgaria di 14 539 abitanti, situata sulle coste del Mar Nero nel distretto di Burgas.
Oggi Nesebăr è una popolare meta turistica in quella che è diventata una zona in cui gli alberghi per turisti sono cresciuti come funghi (l'area turistica più famosa, quella di Spiaggia Assolata, si trova pochi chilometri a nord di Nesebăr).
Questa città si è trovata più volte nel corso della sua storia vicino al confine di un impero, e questa è la ragione per cui Nesebăr ha una ricchissima storia. La parte più antica della città si trova su una penisola (originariamente un'isola) collegata con la terraferma mediante un istmo costruito dall'uomo. L'abbondanza delle testimonianze architettoniche ha spinto l'UNESCO ad includere la città nel 1983 nell'elenco dei Patrimoni dell'umanità.

## Storia
In origine Nesebăr era un insediamento dei Traci conosciuto col nome di Menebria, fondato nel II millennio a.C. Nel VI secolo a.C. la città divenne una colonia greca, popolata dai Dori provenienti da Megara; da allora fu un importante centro di commerci, rivale di Apollonia (l'odierna Sozopol). Il nome odierno di Nesebăr è in uso fin dall'XI secolo.
Le rovine dell'epoca ellenistica comprendono un'acropoli, un'agorà e un tempio di Apollo. Sul lato nord della penisola si può ancora vedere un muro che faceva parte delle fortificazioni greche. Dal V secolo a.C. nella città vennero coniate monete di bronzo e d'argento, dal III secolo a.C. anche monete d'oro.
Nel 71 a.C. la città venne conquistata dai Romani, anche se mantenne privilegi come quello di coniare le proprie monete. Dal V secolo divenne una delle roccheforti dell'Impero bizantino, conquistata nell'812 dal khan Krum dopo un assedio durato due settimane. Nell'864 venne ceduta ai Bizantini da Boris I di Bulgaria e poi riconquistata dal figlio Simeone I.
Durante il Secondo impero bulgaro venne contesa dagli eserciti bulgari e bizantini; godette di una certa prosperità durante il regno dello zar Ivan Alessandro (1331-1371), fino a che venne conquistata dai Crociati guidati da Amedeo VI di Savoia nel 1366, che la restituirono ai Bizantini.
La cattura della città da parte dell'Impero ottomano nel 1453 segnò l'inizio del declino di Nesebăr, anche se il patrimonio architettonico accumulato nei secoli rimase pressoché intatto e venne arricchito durante il XIX secolo dalla costruzione di case in legno tipiche dello stile della Rumelia. All'inizio del XIX secolo molti abitanti si unirono all'organizzazione patriottica greca Filiki Eteria, mentre allo scoppio della guerra d'indipendenza greca parte della gioventù cittadina partecipò alla lotta sotto Alexandros Ypsilantis. Dopo la liberazione della Bulgaria dal dominio ottomano nel 1879, Nesebar divenne parte della provincia autonoma ottomana della Rumelia orientale nel dipartimento di Burgaz, fino a quando non si unì al Principato di Bulgaria nel 1885.
Intorno alla fine del XIX secolo Nesebar era una piccola città di pescatori e viticoltori greci. Nel 1900 aveva una popolazione di circa 1 900 abitanti, di cui l'89% erano greci.
Nel XIX secolo Nesebăr era un piccolo centro di pescatori e viticoltori, fino a che nel XX secolo si sviluppò in uno dei principali centri turistici della costa bulgara, con la costruzione di una città nuova e il restauro della città vecchia.
Il 28 febbraio 2021, i cittadini di Obzor e di sei villaggi vicini hanno votato in un referendum per separarsi dal comune di Nesebăr e formare un comune indipendente, con la sede comunale a Obzor. L'affluenza è stata del 76,02% e circa il 70% delle persone ha votato per l'indipendenza.

## Monumenti e luoghi d'interesse
Si diceva che Nesebăr fosse la città col maggior numero di chiese per abitante. Anche se questo è sbagliato, il loro numero e le diverse epoche che rappresentano è veramente impressionante. Tra le più famose ricordiamo:
- la chiesa di Santa Sofia (Stara Mitropolija), del V-VI secolo
- la basilica della Santa Madre di Dio Eleoussa, del VI secolo
- la chiesa di San Giovanni Battista, dell'XI secolo
- la chiesa di Santo Stefano (Nova Mitropolija), dell'XI secolo, ricostruita fra il XVI e il XVIII secolo
- la chiesa di San Teodoro, del XIII secolo
- la chiesa di Santa Paraskeva, del XIII-XIV secolo
- la chiesa dei Santi Arcangeli Michele e Gabriele, del XIII-XIV secolo
- la chiesa di Cristo Pantocratore, del XIII-XIV secolo
- la chiesa di San Giovanni Aliturgetos, del XIV secolo
- la chiesa del Santo Salvatore, del XVII secolo
- la chiesa di San Clemente, del XVII secolo

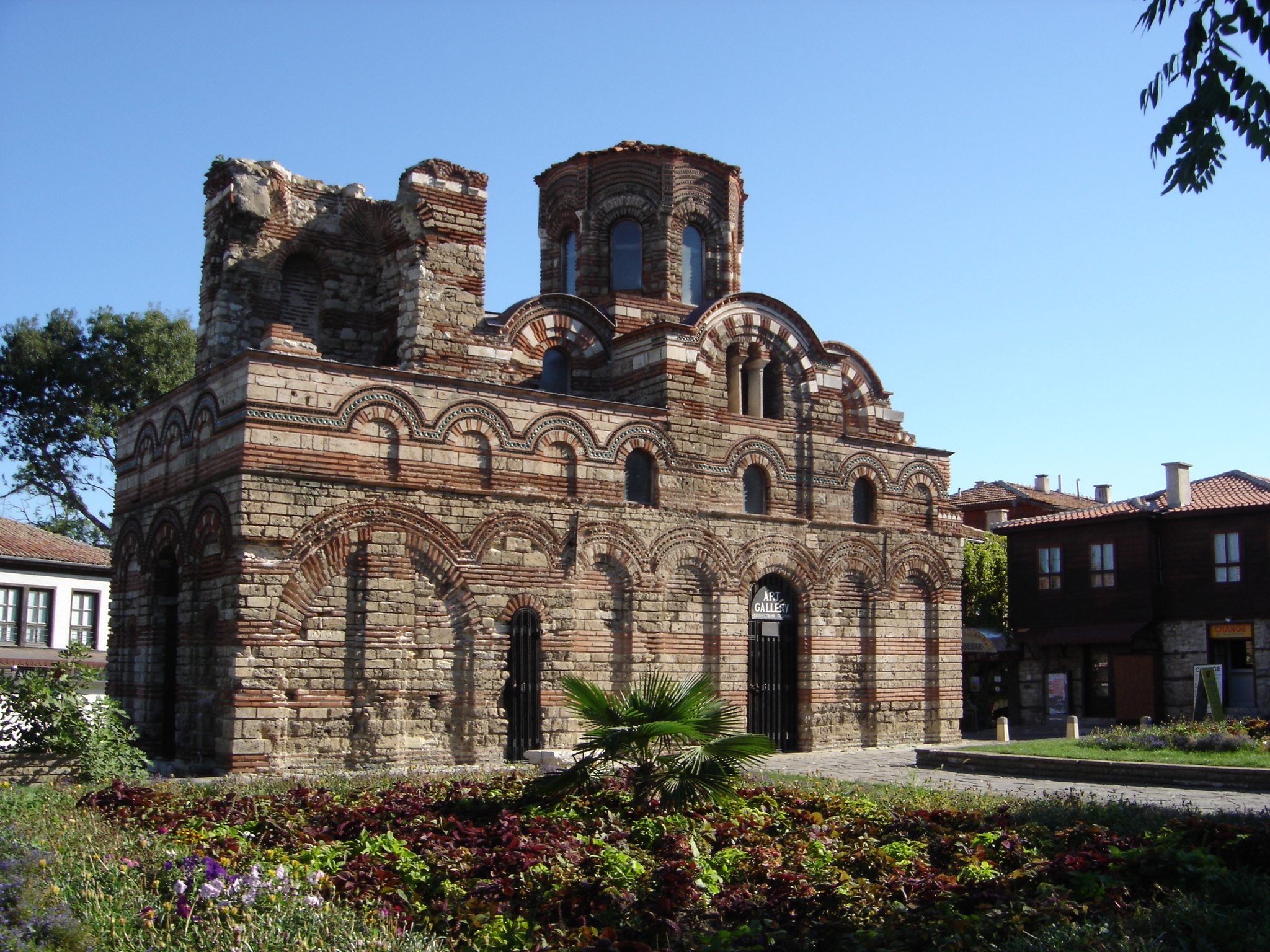
La chiesa di Cristo Pantocratore
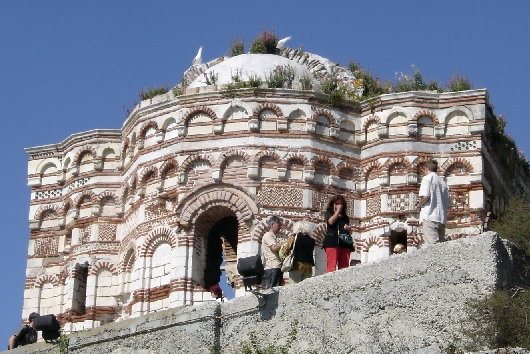
Chiesa di San Giovanni Aliturgetos
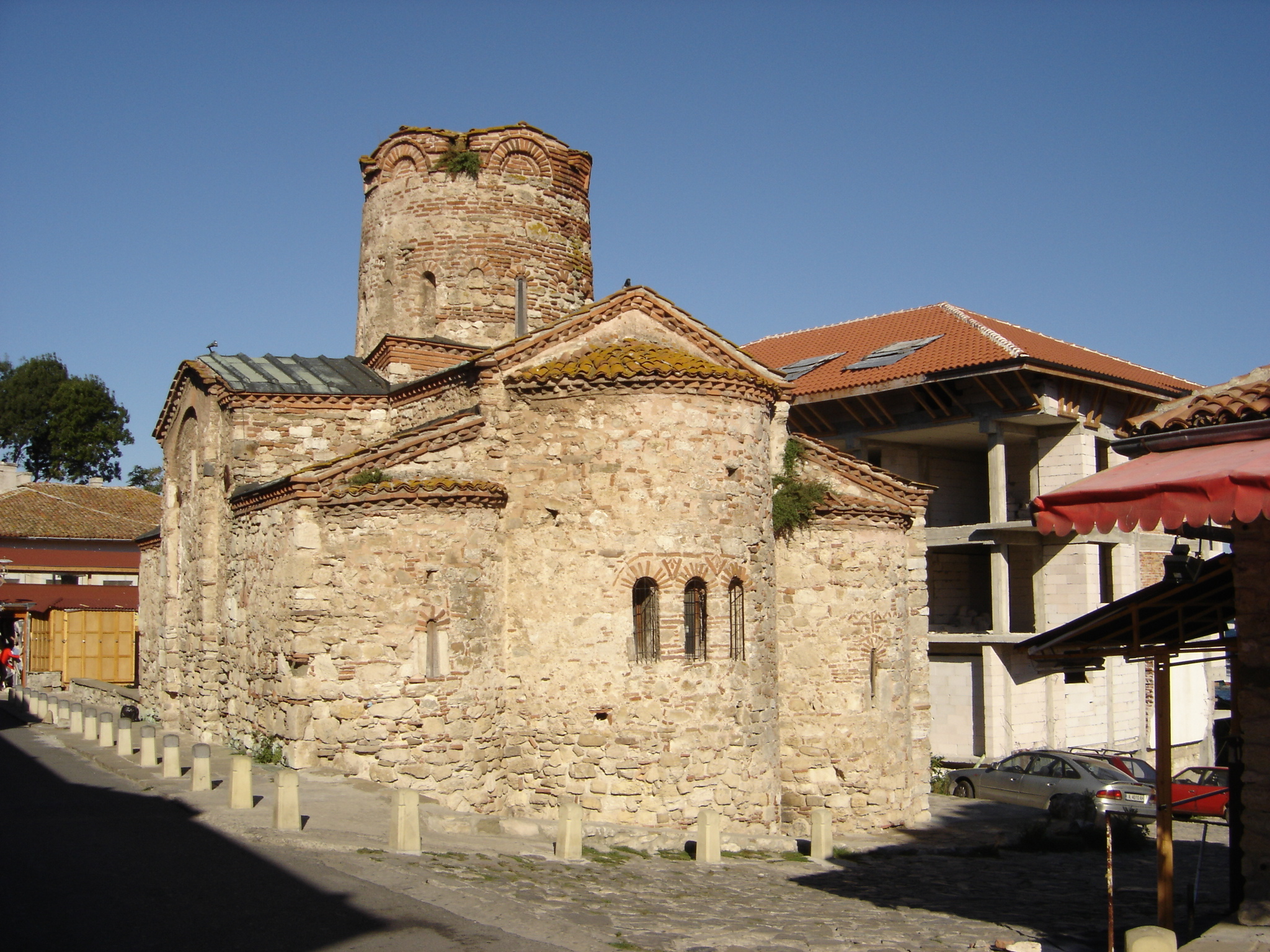
Chiesa di San Giovanni Battista

## Galleria d'immagini

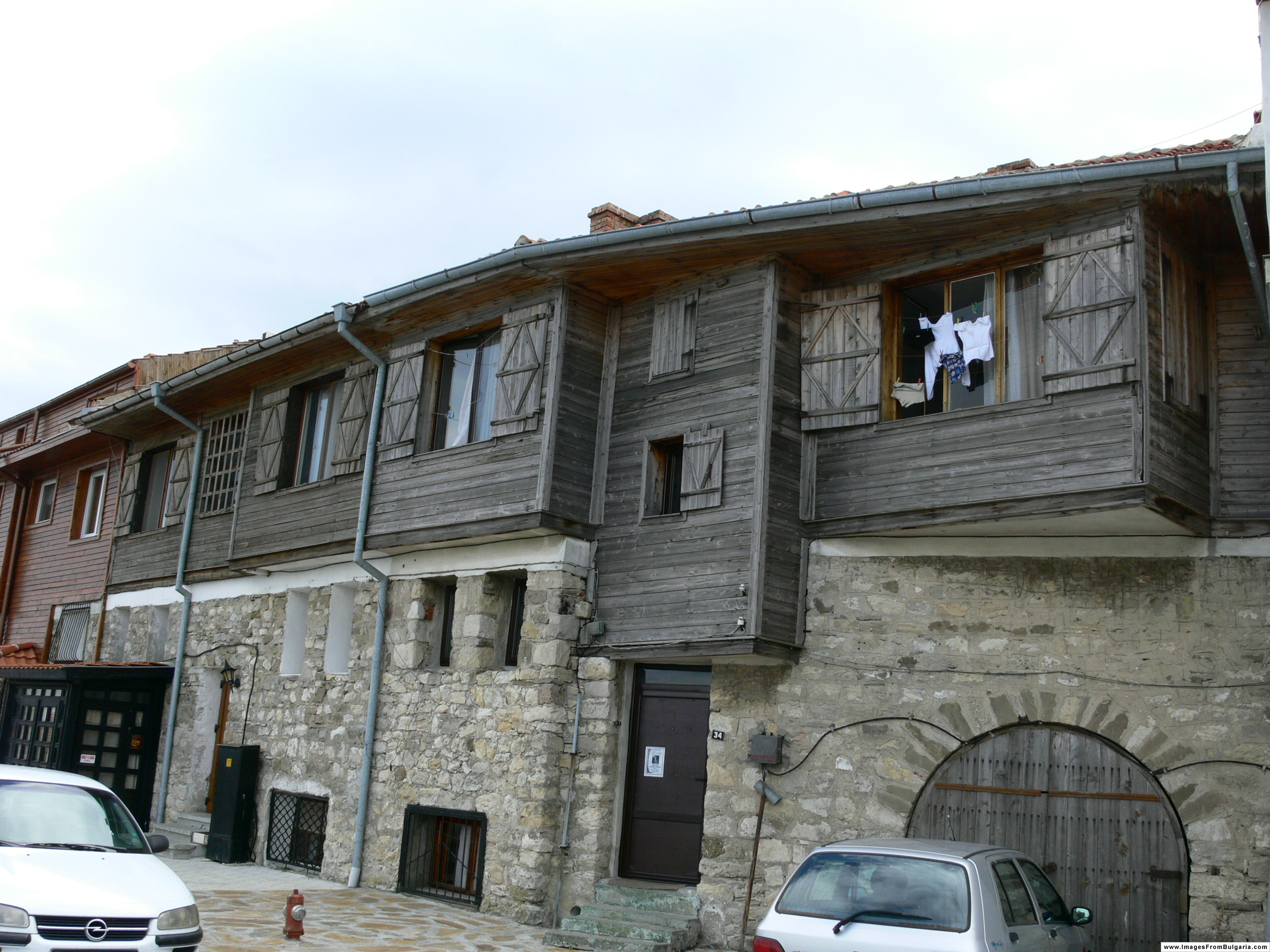
Case in legno sulla penisola di Nesebăr
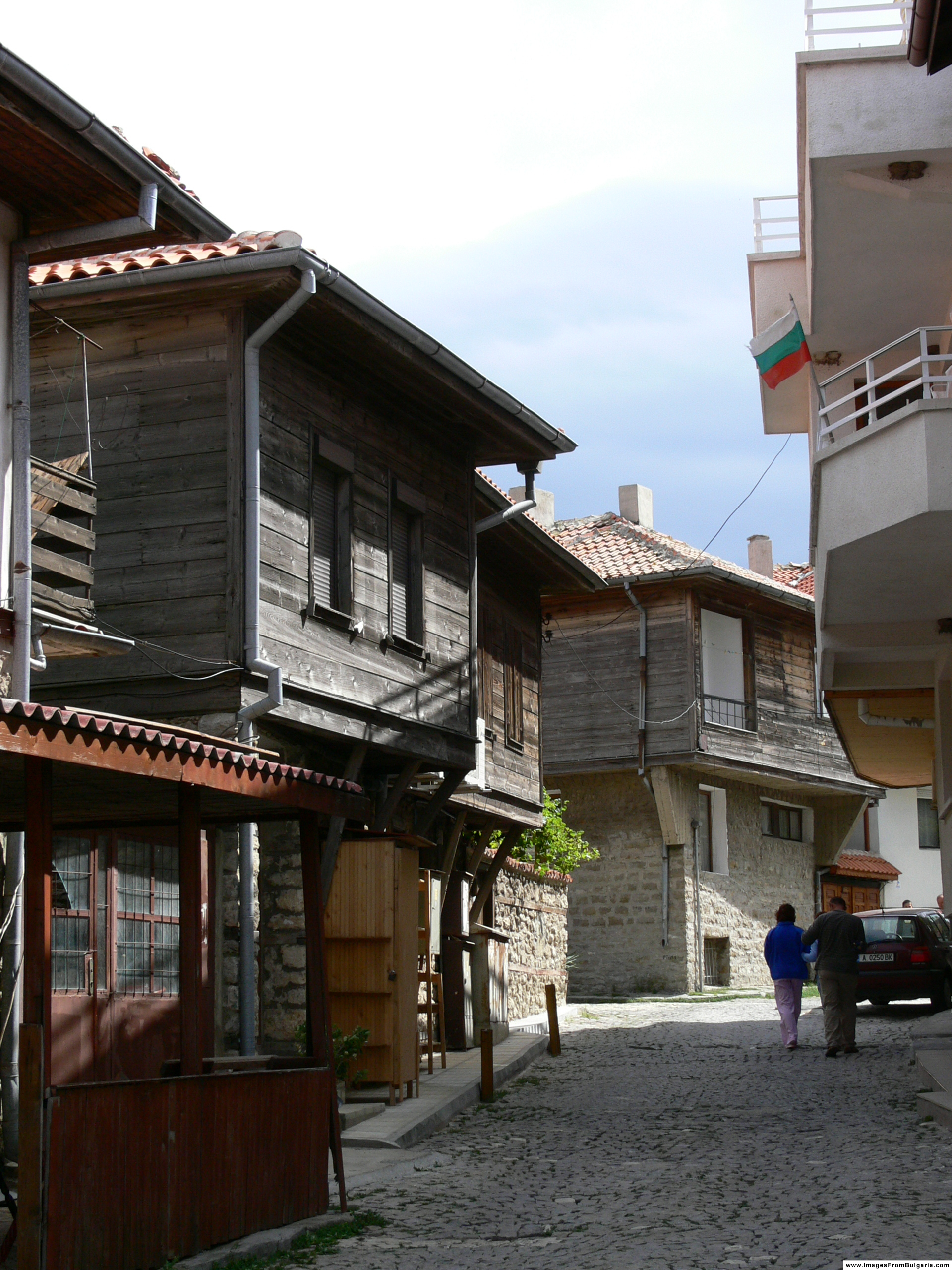
Case in legno
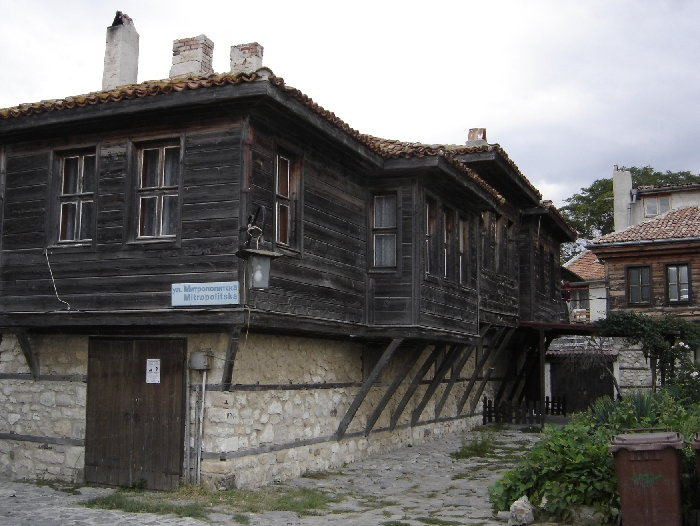
Case in legno
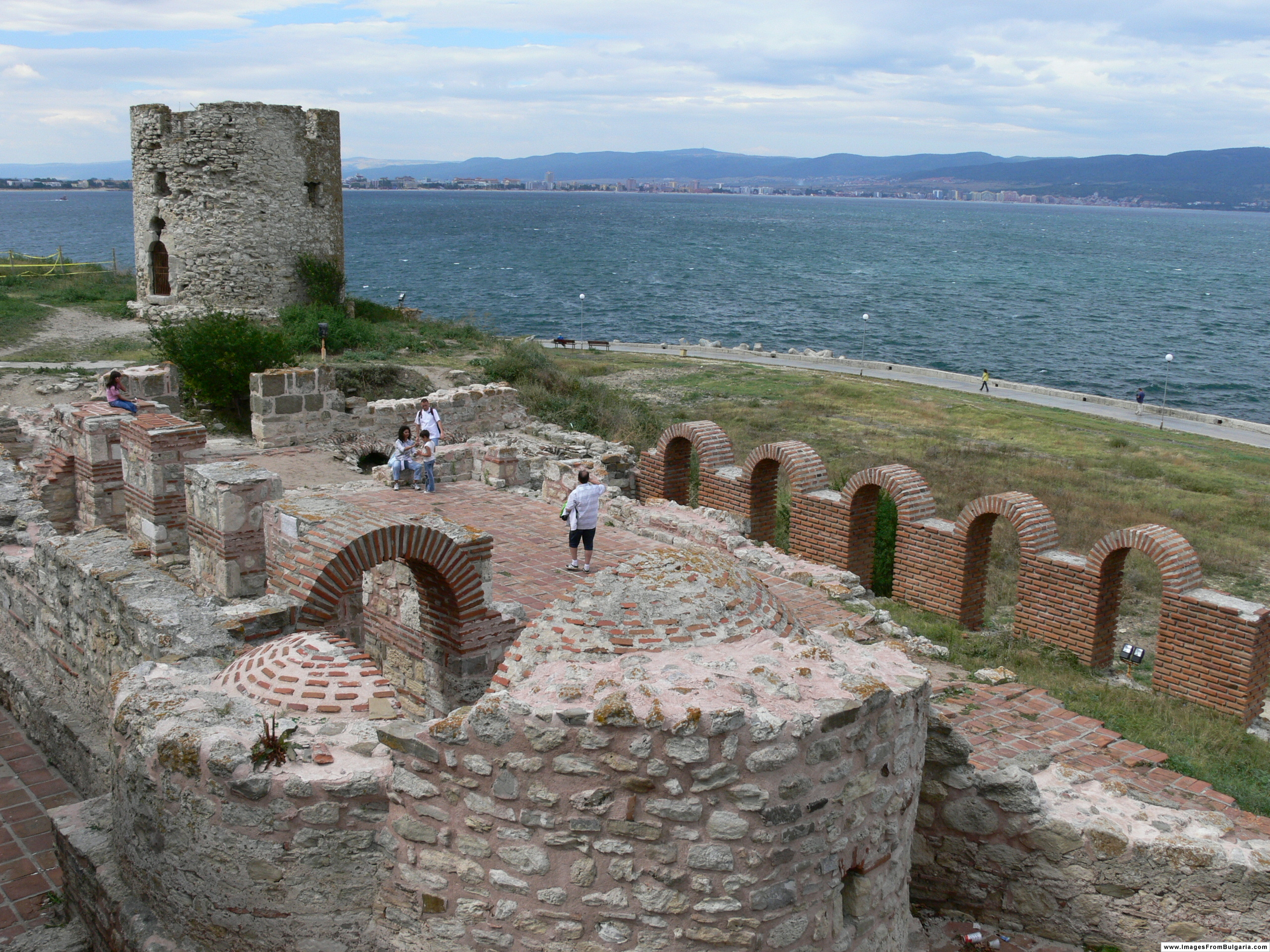
Antiche fortificazioni
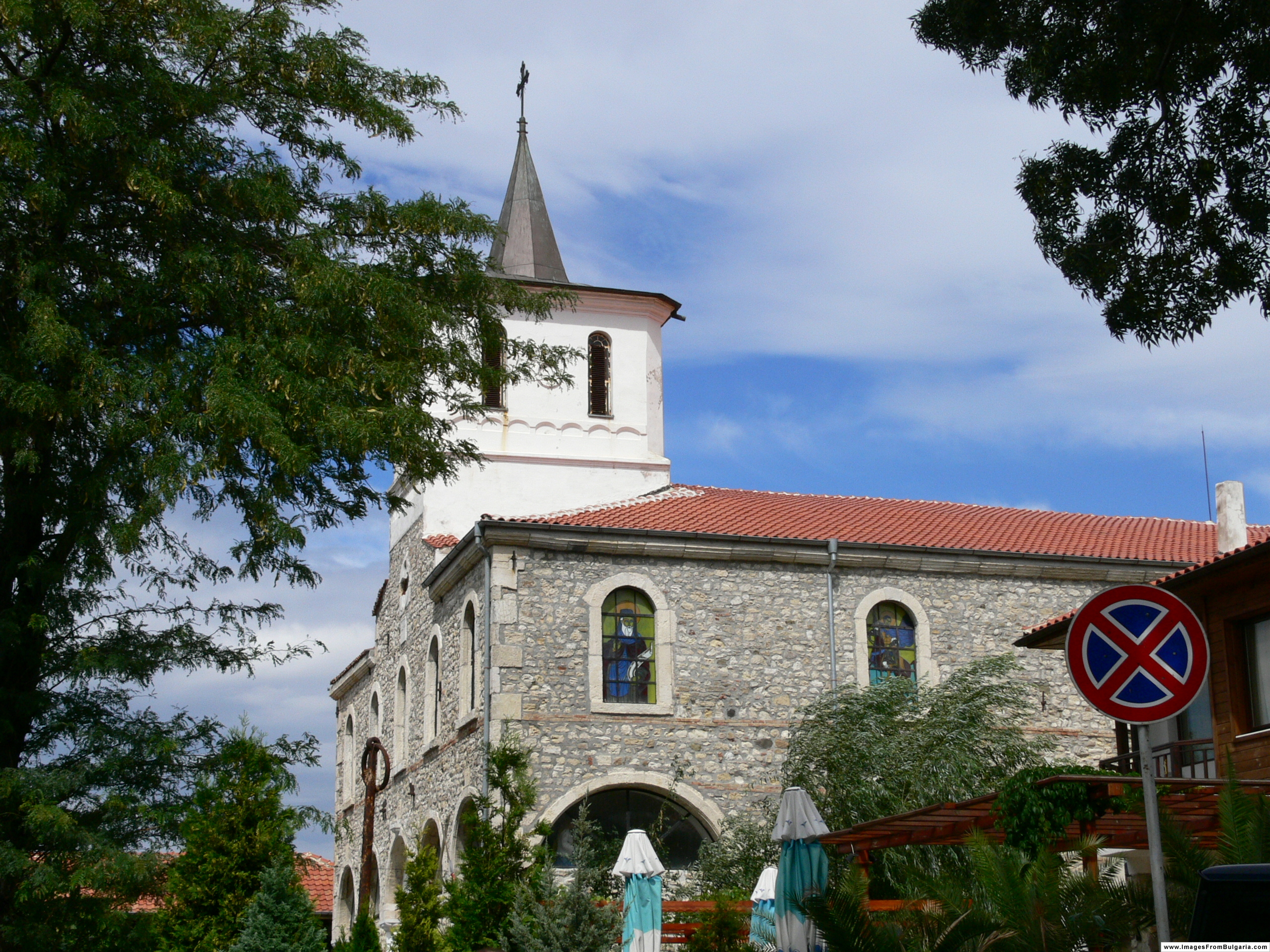
Nova Mitropolija
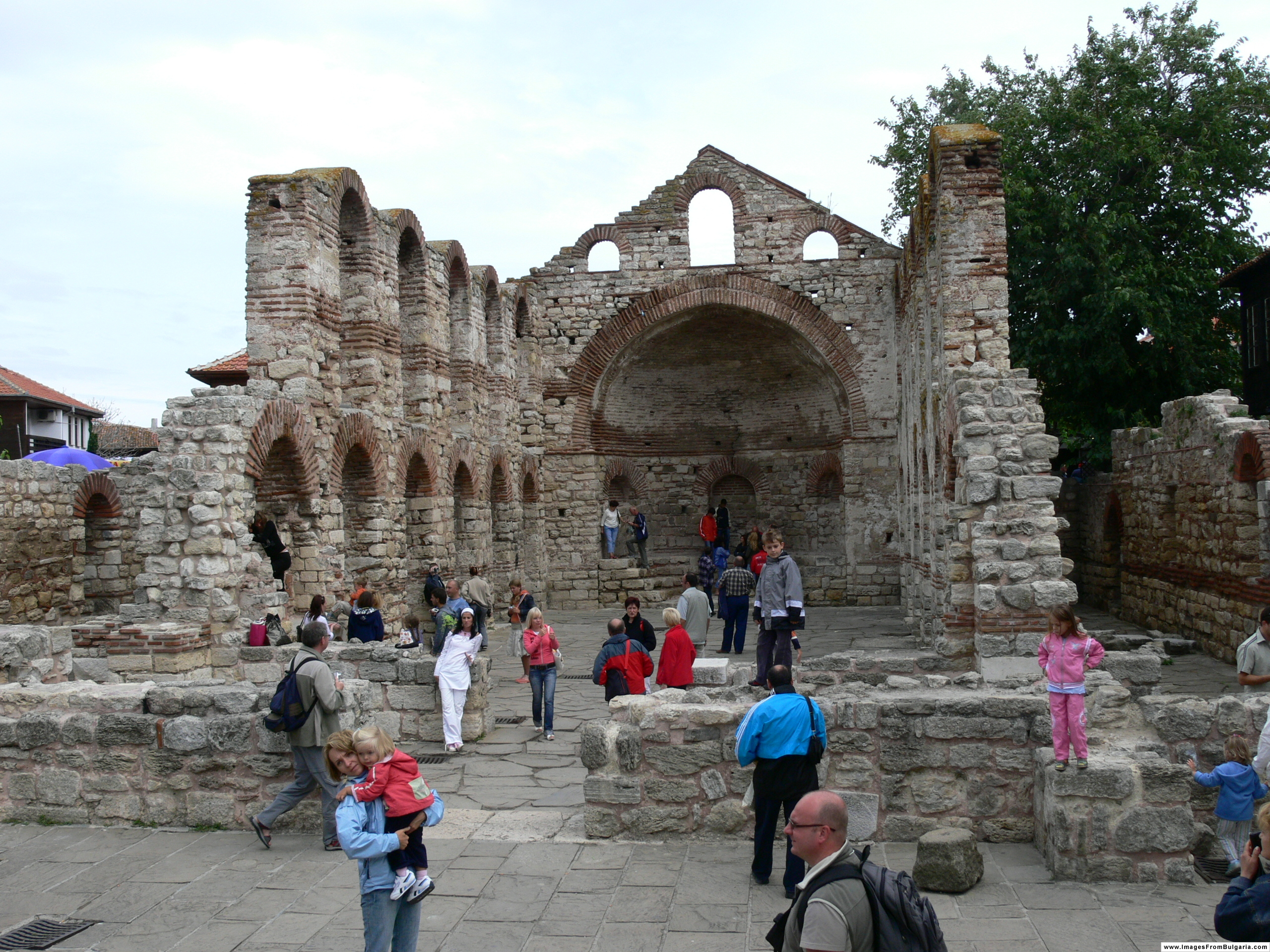
Stara Mitropolija
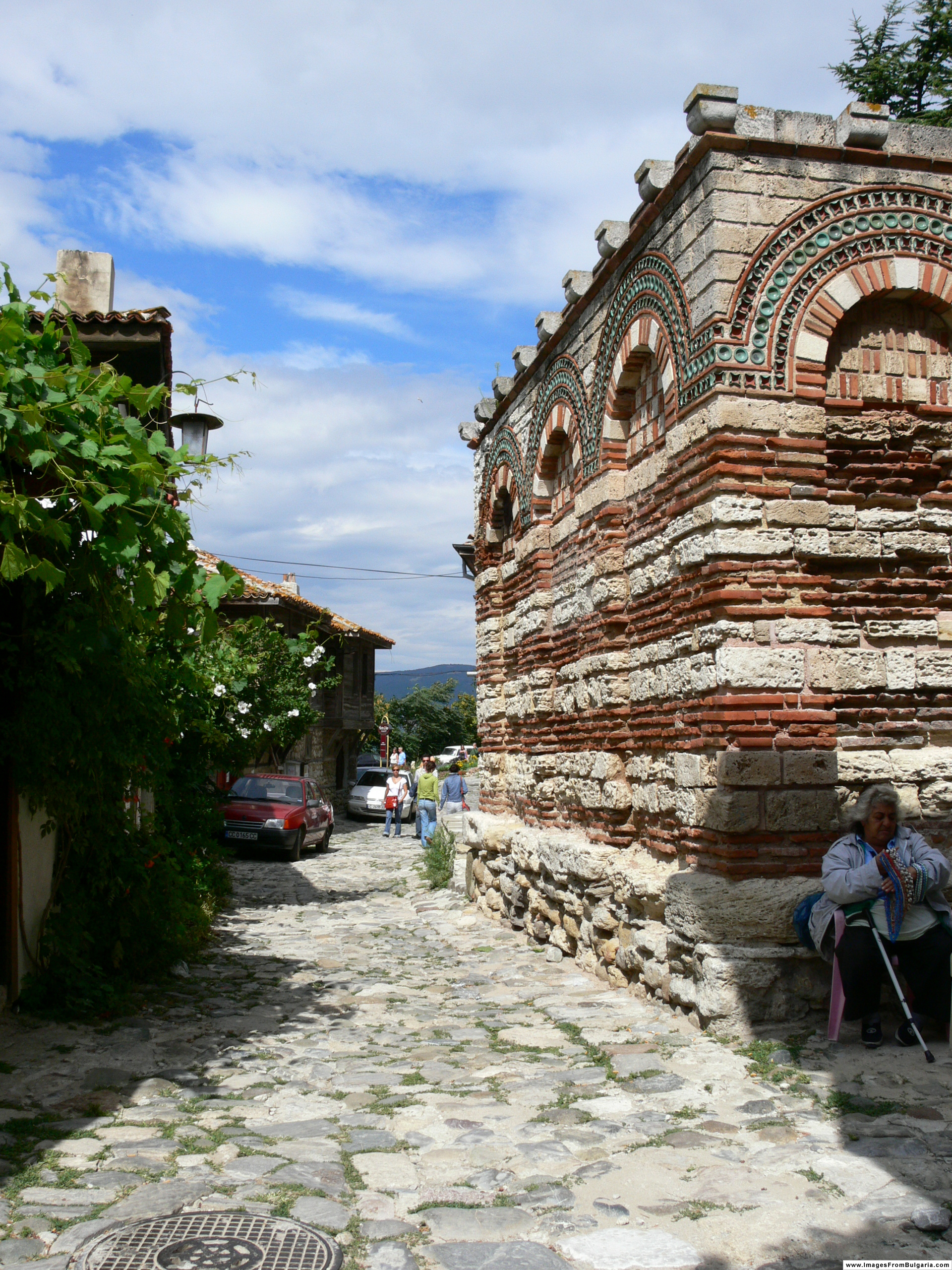
Antiche rovine
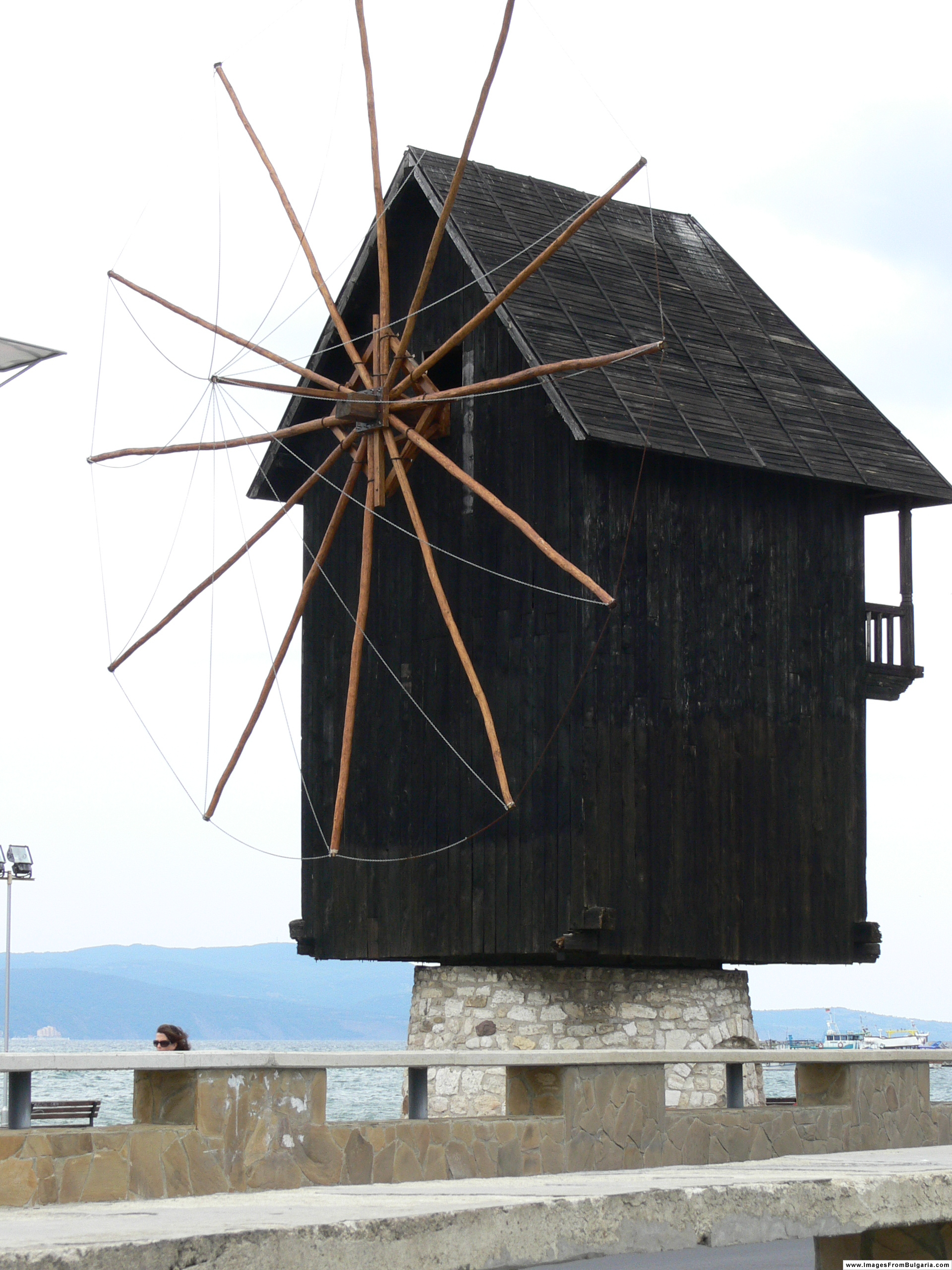
Il mulino a vento del XVIII secolo

## Curiosità
A Nesebăr è ambientata la webserie animata satirica Balgar.